# Bagnoli Irpino
Bagnoli Irpino é uma comuna italiana da região da Campania, província de Avellino, com cerca de 3.323 habitantes. Estende-se por uma área de 66 km², tendo uma densidade populacional de 50 hab/km². Faz fronteira com Acerno (SA), Calabritto, Caposele, Lioni, Montella, Nusco.

## Demografia
| Variação demográfica do município entre 1861 e 2011                               |
|                                                                                   |
| Fonte: Istituto Nazionale di Statistica (ISTAT) - Elaboração gráfica da Wikipedia |